# Света Параскева (Лучане)
„Света Параскева“ (на сръбски: Храм св. преподобне Параскеве) е възрожденска православна църква във вранското село Лучане, югоизточната част на Сърбия. Част е от Вранската епархия на Сръбската православна църква.
Църквата е разположена в центъра на селото. Изградена е през средновековието. Кесарят Углеша я дарява на свеjогорския манастир Хилендар в 1400 година. Последното обновяване е 1935 – 1936 години. Църквата е запусната, тъй като селото към началото на XXI век е напълно албанско мюсюлманско.
В архитектурно отношение е квадратен еднокорабен храм с полукръгла апсида на изток и купол на шестостенен барабан. Стенописите са унищожени.